# Decimoputzu
Decimoputzu (sardisk: Deximupùtzu) er en by og en kommune (comune) i provinsen Sud Sardegna i regionen Sardinien i Italien. Byen ligger i 17 meters højde og har 4.371 indbyggere (2016). Kommunen har et areal på 44,77 km² og grænser til kommunerne Decimomannu, Siliqua, Vallermosa, Villasor og Villaspeciosa.